# 十郎権頭兼房

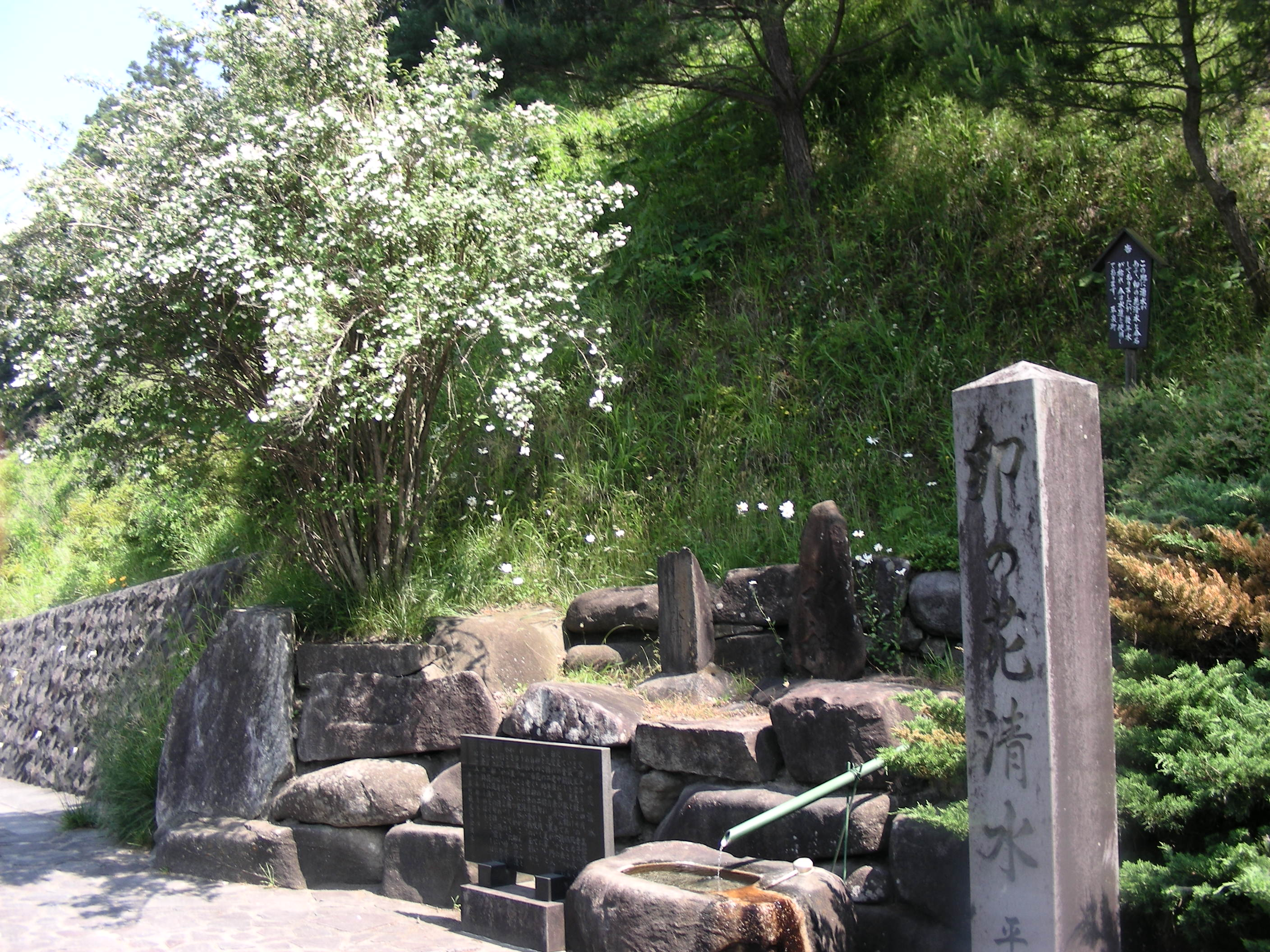
平泉の卯の花清水

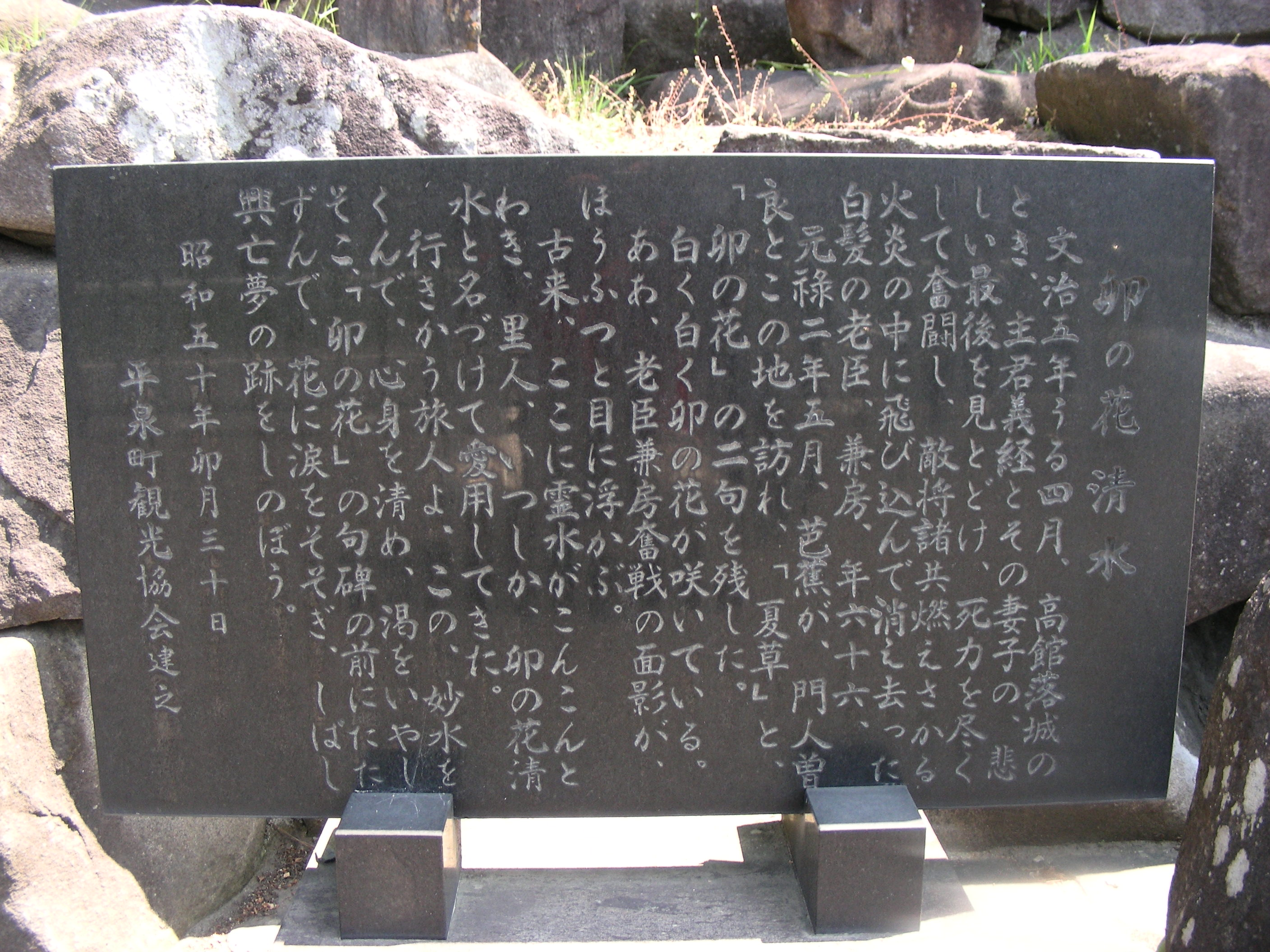
卯の花清水句碑

十郎権頭兼房（じゅうろうごんのかみかねふさ）は、室町時代初期に成立した軍記・伝奇物語『義経記』に登場する架空の人物。作中に「増尾十郎」という人物がいるが、兼房とは別人で名字は不明。
源義経の北の方（正室）である久我大臣の姫の守り役で、元は久我大臣に仕えた63歳の武士。義経の都落ちに北の方と共に付き従う。平泉高舘での義経最期の場面では、北の方とその子である5歳の若君・亀鶴御前と生後7日の姫君を自害させ、義経の自害を見届けて高舘に火をかける。巻八「兼房が最期の事」では敵将長崎太郎を切り倒し、その弟次郎を小脇に抱えて炎に飛び込み壮絶な最期を遂げた。
江戸時代に松尾芭蕉と共に平泉の高舘を訪れた河合曾良が兼房をしのんで「卯の花に 兼房みゆる 白毛かな」と句を詠んだ事でも知られる。
なお、兼房が登場するのは『義経記』のみで、義経の北の方とされる久我大臣の姫、その子亀鶴御前と生後間もない姫君はいずれも架空の人物であり、歴史上では義経とともに死んだ正室は河越重頼の娘の郷御前で、子は4歳の女児のみとされる。